# Riesenguramis
Die Riesenguramis (Osphronemus), auch einfach Guramis oder Speiseguramis genannt, sind die Gattung mit den größten Vertretern der Labyrinthfische (Anabantoidei) und gehören zur Familie der Osphronemidae.

## Arten
Es existieren vier Arten:

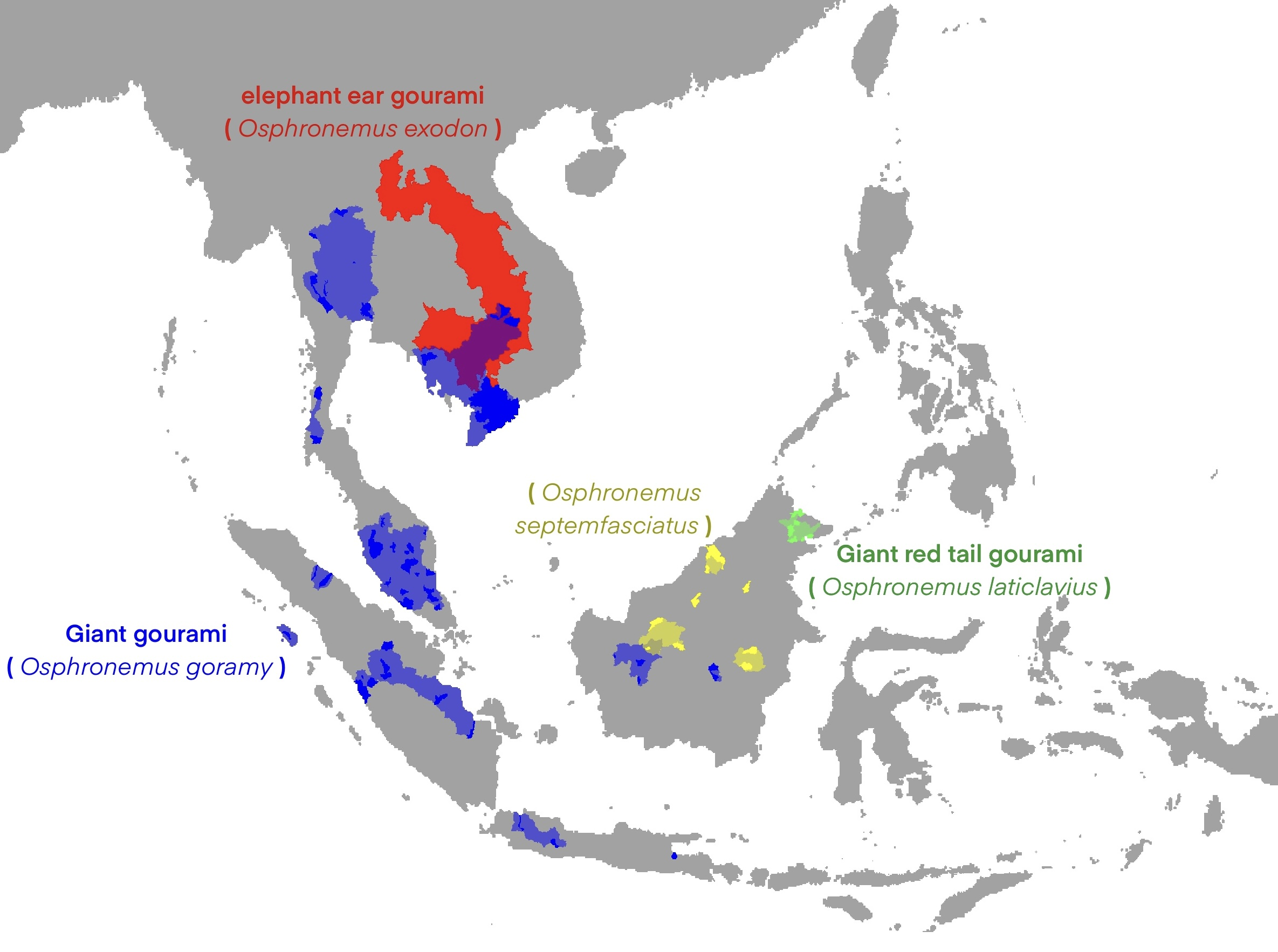
Die Verbreitungsgebiete der vier Riesenguramiarten

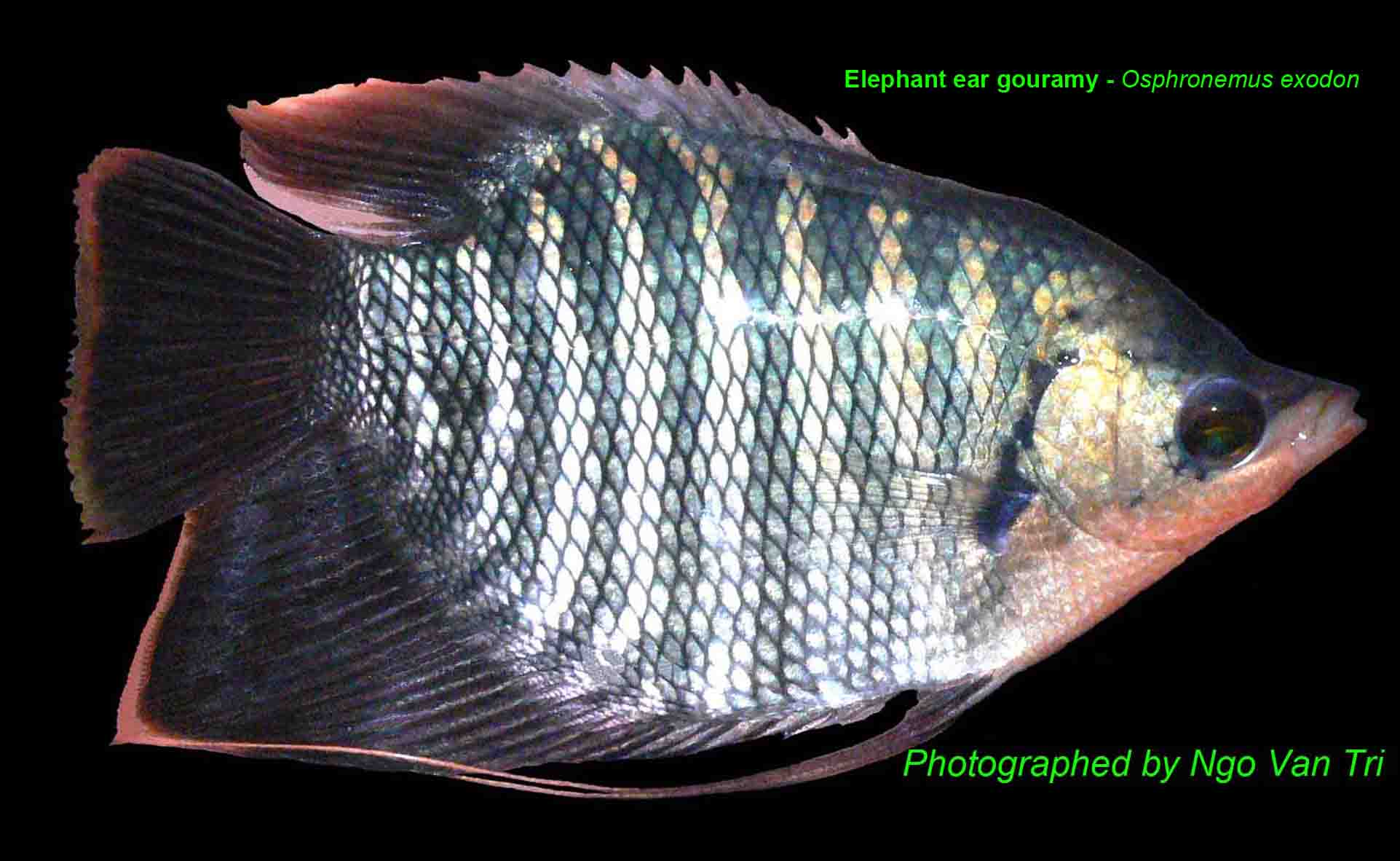
Osphronemus exodon

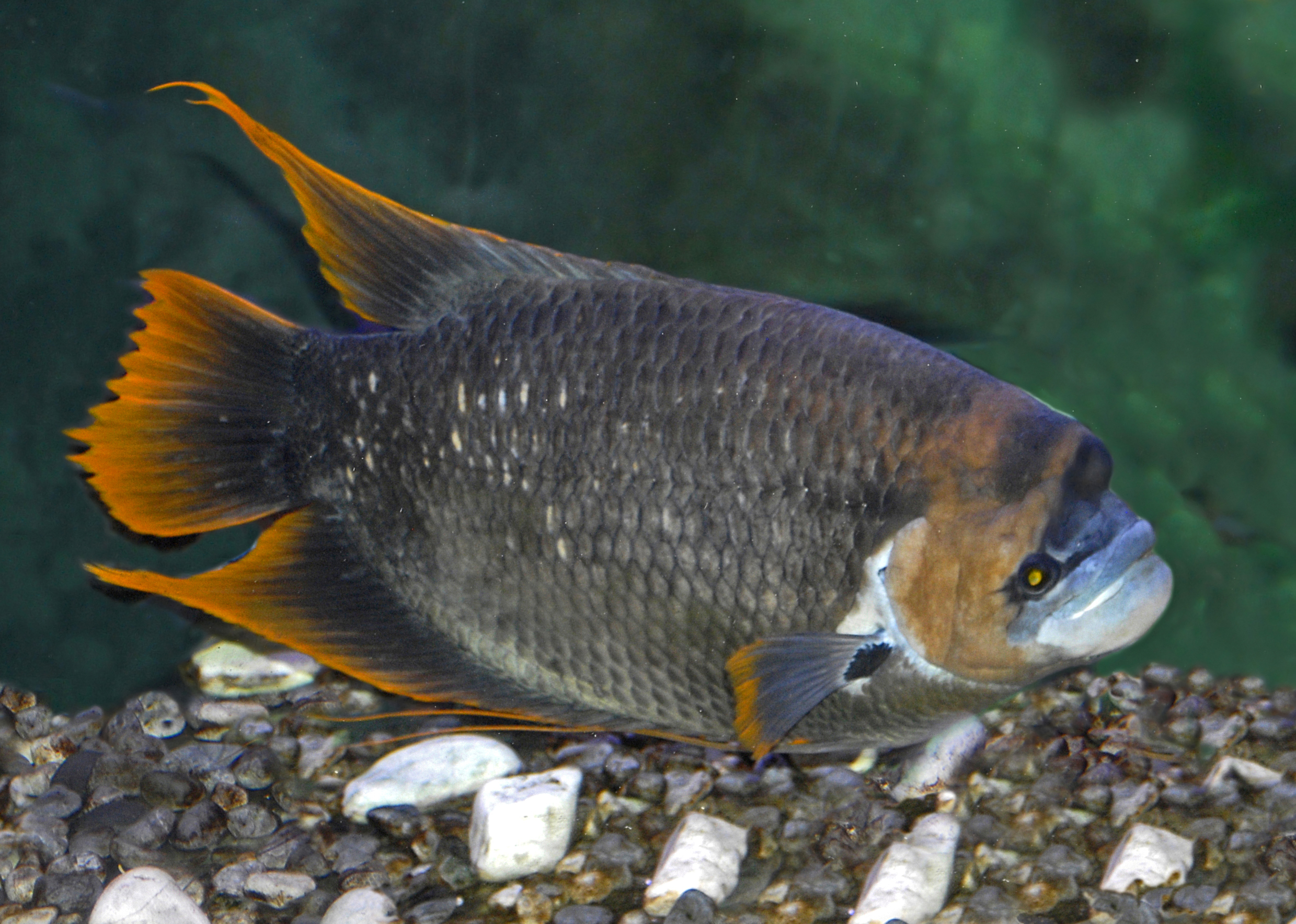
Osphronemus laticlavius

- Osphronemus exodon (Roberts, 1994), wird bis zu 60 Zentimeter lang und lebt ausschließlich im Stromgebiet des Mekong.
- Osphronemus goramy (Lacepède, 1801), wird bis zu 70 Zentimeter lang und lebt auf Sumatra, Borneo, Java, der Malaiischen Halbinsel, Thailand und in Indochina, im Stromgebiet des Mekong.
- Osphronemus laticlavius (Roberts, 1992), wird bis zu 50 Zentimeter lang und lebt in Malaysia und Indonesien, insbesondere Kalimantan und Sabah.
- Osphronemus septemfasciatus (Roberts, 1992), wird bis zu 50 Zentimeter lang und lebt auf Borneo.

## Beschreibung
Ausgewachsene Tiere zeichnen sich durch einen mehr oder weniger stark ausgeprägten Buckel auf der Stirn sowie durch eine wulstige Lippenpartie aus. Jungtiere haben hingegen eine spitze Kopfform, da ihnen die prägnanten Merkmale der Alttiere noch fehlen. Von Osphronemus goramy existiert eine goldene bzw. gelbe Zuchtform.

## Fortpflanzung
Riesenguramis bauen zwischen Wasserpflanzen ein Schaumnest, das mit Pflanzenteilen verstärkt wird. Etwa 3000 bis 4000 ovale Eier mit einem Durchmesser von 2,5 bis 2,9 Millimeter werden hineingelegt. Das Nest wird vom Männchen bewacht, bis die Jungfische nach 35 bis 40 Stunden schlüpfen und es nach 10 bis 14 Tagen verlassen.

## Nutzung
Riesenguramis sind in Südasien, Australien, Mittel- und Südamerika wichtige Speisefische, die in Teichen gezüchtet werden. Da sie als Labyrinthfische auch Luft atmen können, muss nicht sehr auf die Wasserqualität geachtet werden. Für einen tropischen Fisch wachsen sie langsam und erreichen die erforderliche Größe für eine Vermarktung erst nach 18 Monaten. Sie gelten als sehr wohlschmeckend und erzielen einen hohen Preis.
Riesenguramis sind auch attraktive Bewohner großer Schauaquarien in Zoologischen Gärten und werden dort oft gezeigt.

## Nomenklatur
Die Namensform Osphromenus (statt Osphronemus) findet sich noch in älterer Literatur und, heute gültig, z. B. in der verwandten Gattung Parosphromenus. Eine Erklärung dazu findet sich im Artikel Labyrinthorgan.